# Trematodon cheesemanii
Trematodon cheesemanii är en bladmossart som beskrevs av C. Müller 1898. Trematodon cheesemanii ingår i släktet tranmossor, och familjen Bruchiaceae. Inga underarter finns listade i Catalogue of Life.